# Білогірська селищна територіальна громада
Білогірська селищна територіальна громада — територіальна громада в Україні, в Шепетівському районі Хмельницької області. Адміністративний центр — селище Білогір'я.

## Історія

### Утворення
Утворена 1 лютого 2018 року шляхом об'єднання Білогірської селищної ради і Гулівецької, Квітневської, Мокроволянської, Сивківської, Ставищанської, Юрівської сільських рад Білогірського району.
До складу громади входили 1 селище і 23 села:
- Білогірська селищна рада: селище Білогір'я, с. Карасиха, с. Закіт, с. Тростянка, с. Українка;
- Гулівецька сільська рада: с. Гулівці, с. Жижниківці, с. Синютки;
- Квітневська сільська рада: с. Квітневе, с. Весняне, с. Соснівка, с. Соснівочка;
- Мокроволянська сільська рада: с. Мокроволя, с. Жемелинці, с. Окіп;
- Сивківська сільська рада: с. Сивки, с. Міжгір'я;
- Ставищанська сільська рада: с. Ставищани, с. Баймаки, с. Кащенці, с. Ліски;
- Юрівська сільська рада: с. Юрівка, с. Великі Калетинці, с. Шуньки.

Площа громади — 289,51 км², населення — 11 737 мешканців (2018).

### Розширення громади
Після ліквідації 19 липня 2020 року Білогірського району внаслідок адміністративно-територіальної реформи, громада була віднесена до Шепетівського району, а до її складу були приєднані ще 37 сіл:
- Великоборовицька сільська рада: с. Велика Боровиця, с. Іванівка;
- Вікнинська сільська рада: с. Вікнини, с. Дзвінки, с. Надишень;
- Вільшаницька сільська рада: с. Вільшаниця, с. Варивідки;
- Денисівська сільська рада: с. Денисівка, с. Данилівка, с. Калинівка;
- Залузька сільська рада: с. Залужжя, с. Вікентове, с. Корниця, с. Шельвів;
- Йосиповецька сільська рада: с. Йосипівці, с. Гурщина, с. Загірці;
- Коритненська сільська рада: с. Коритне, с. Ювківці;
- Кур'янківська сільська рада: с. Кур'янки, с. Держаки, с. Шимківці;
- Малоборовицька сільська рада: с. Мала Боровиця, с. Загребля, с. Заріччя, с. Зіньки, с. Карпилівка;
- Перерослівська сільська рада: с. Переросле, с. Козин, с. Калинове;
- Семенівська сільська рада: с. Семенів, с. Новосеменів;
- Сушовецька сільська рада: с. Сушівці, с. Водички;
- Хорошівська сільська рада: с. Хорошів, с. Малі Калетинці, с. Степанівка;

## Адміністративний поділ
Згідно перспективного плану у 2020 р. Білогірська об'єднана територіальна громада об'єднує 11 старостинських округів та центральну садибу з адміністративним центром у селищі Білогір’я.
Після остаточної реорганізації площа територіальної громади склала 615 км², а чисельність населення 19320 осіб (2020).

## Символіка
Затверджена рішенням сесії селищної ради.

### Герб
Щит розтятий синім та фіолетовим. Поверх усього два срібних крила, повернутих у протилежні боки і облямованих зверху лазуровим, з'єднані знизу лазуровою краплею зі срібною облямівкою, супроводжувані зверху золотим усміхненим сонцем з шістнадцятьма такими ж променями, а знизу – срібним костелом. Все супроводжується знизу двома золотими протиставленими колосками, покладеними дугоподібно. Поверх усього три золотих восьмикутних гранованих зірки, 2 і 1, з довгими і короткими променями змінно. Щит облямований декоративним картушем і увінчаний срібною міською короною.